# 通戈通戈伏击
通戈通戈伏击（英語：Tongo Tongo ambush），是一起2017年10月4日发生于尼日尔西南边境小村庄通戈通戈的伏击行动。该行动中，伊斯兰国武装力量伏击了返回基地途中的尼日尔和美国士兵，造成五名尼日尔士兵和四名美国士兵死亡。